# Trichosphaerella ceratophora
Trichosphaerella ceratophora är en svampart som först beskrevs av Franz Xaver von Höhnel, och fick sitt nu gällande namn av E. Müll. 1962. Trichosphaerella ceratophora ingår i släktet Trichosphaerella och familjen Niessliaceae.   Inga underarter finns listade i Catalogue of Life.
I den svenska databasen Dyntaxa används istället namnet Neorehmia ceratophora för samma taxon.  Arten är reproducerande i Sverige.